# Tofaş

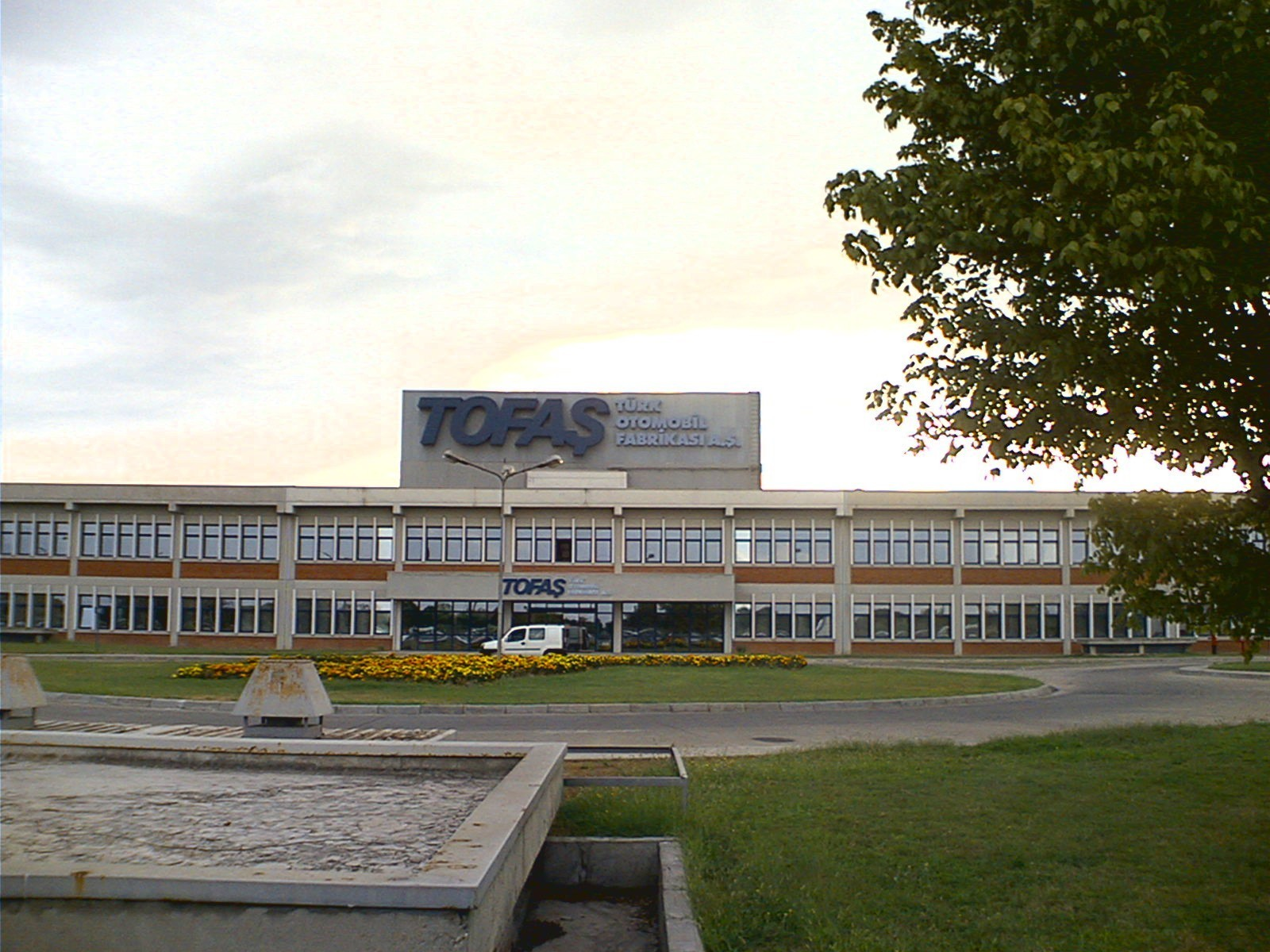
A entrada dos escritórios da fábrica Tofas, em Bursa

TOFAŞ é uma montadora de automóveis turca, com sede em Istambul e unidade produtiva na cidade de Bursa. Monta modelos da Fiat sob licença e também outros modelos desenvolvidos localmente para utilização como táxi.

## Modelos

### Atuais
- Fiat Albea
- Fiat Doblò
- Fiat Punto
- Fiat Grande Punto
- Fiat Linea
- Fiat Idea
- Fiat Marea
- Fiat Panda
- Fiat Palio
- Fiat Stilo

### Passados
- Fiat Tempra
- Fiat Tipo
- Fiat Uno
- Fiat Bravo
- Fiat Brava